# GHC Heavyweight Championship
El GHC Heavyweight Championship (Campeonato Peso Pesado de la GHC, en español) es un campeonato mundial de lucha libre profesional creado y utilizado por la compañía japonesa Pro Wrestling NOAH (NOAH), "GHC" es el acrónimo del organismo rector de NOAH, Global Honored Crown (Corona Global Honorifica, en español). El cetro fue presentado el 15 de abril de 2001, siendo Mitsuharu Misawa, el primer campeón. A pesar de su nombre, cinco luchadores junior heavyweights han conseguido este campeonato. El campeón actual es KENTA, quien se encuentra en su segunda reinado.

## Torneo por el título

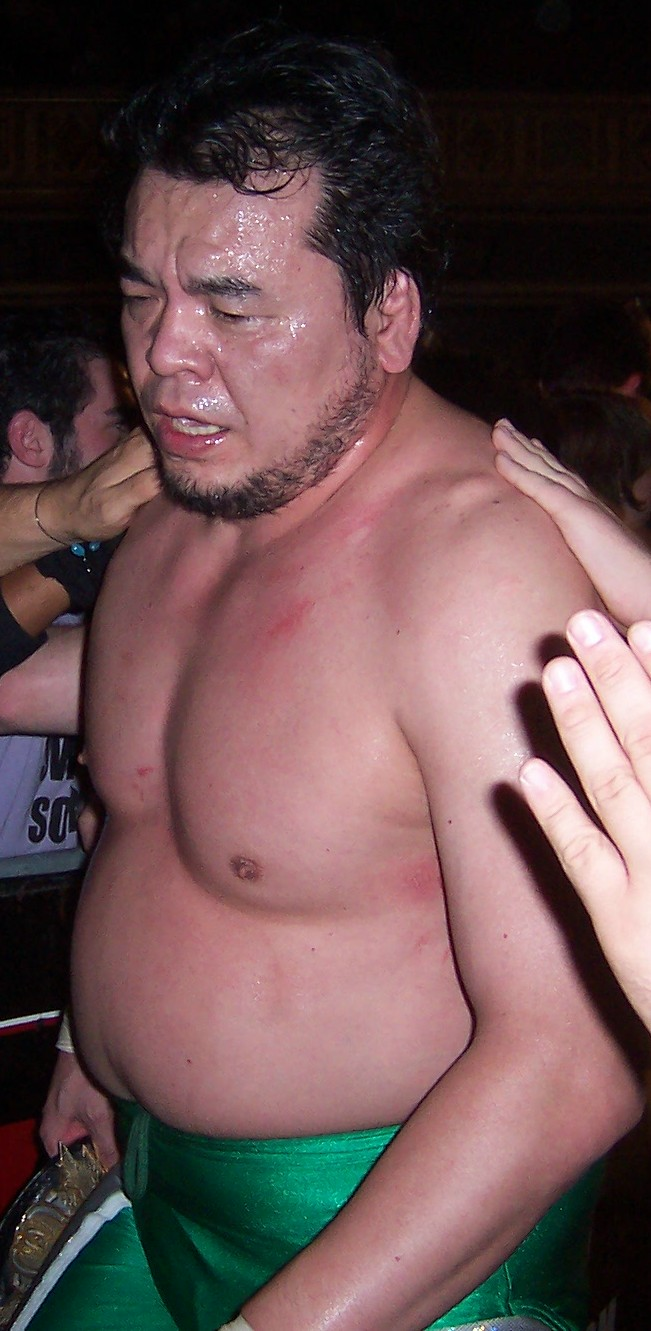
Mitsuharu Misawa, primer campeón.

El torneo de inició el 18 de marzo y terminó el 15 de abril de 2001 en el Ariake Coliseum de Kōtō, Tokio.

### Desarrollo
|  | Primera ronda      | Primera ronda      | Primera ronda      |                    |                    | Cuartos de final   | Cuartos de final | Cuartos de final |  |                    | Semifinales        | Semifinales | Semifinales |  |                  | Final            | Final | Final |  |
|  |                    |                    |                    |                    |                    |                    |                  |                  |  |                    |                    |             |             |  |                  |                  |       |       |  |
|  |                    |                    |                    |                    |                    |                    |                  |                  |  |                    |                    |             |             |  |                  |                  |       |       |  |
|  | Akitoshi Saitō     | Akitoshi Saitō     | 12:26              |                    |                    |                    |                  |                  |  |                    |                    |             |             |  |                  |                  |       |       |  |
|  | Akitoshi Saitō     | Akitoshi Saitō     | 12:26              |                    |                    |                    |                  |                  |  |                    |                    |             |             |  |                  |                  |       |       |  |
|  | Mitsuharu Misawa   | Mitsuharu Misawa   | W                  |                    |                    |                    |                  |                  |  |                    |                    |             |             |  |                  |                  |       |       |  |
|  | Mitsuharu Misawa   | Mitsuharu Misawa   | W                  |                    | Mitsuharu Misawa   | Mitsuharu Misawa   | W                |                  |  |                    |                    |             |             |  |                  |                  |       |       |  |
|  |                    |                    |                    |                    | Mitsuharu Misawa   | Mitsuharu Misawa   | W                |                  |  |                    |                    |             |             |  |                  |                  |       |       |  |
|  |                    |                    | Yoshinari Ogawa    | Yoshinari Ogawa    | 19:44              |                    |                  |                  |  |                    |                    |             |             |  |                  |                  |       |       |  |
|  | Masao Inoue        | Masao Inoue        | Yoshinari Ogawa    | Yoshinari Ogawa    | 19:44              | 14:18              |                  |                  |  |                    |                    |             |             |  |                  |                  |       |       |  |
|  | Masao Inoue        | Masao Inoue        |                    |                    |                    |                    |                  |                  |  |                    |                    |             |             |  |                  |                  |       |       |  |
|  | Yoshinari Ogawa    | Yoshinari Ogawa    | W                  |                    |                    |                    |                  |                  |  |                    |                    |             |             |  |                  |                  |       |       |  |
|  | Yoshinari Ogawa    | Yoshinari Ogawa    | W                  |                    |                    |                    |                  |                  |  | Mitsuharu Misawa   | Mitsuharu Misawa   | W           |             |  |                  |                  |       |       |  |
|  |                    |                    |                    |                    |                    |                    |                  |                  |  | Mitsuharu Misawa   | Mitsuharu Misawa   | W           |             |  |                  |                  |       |       |  |
|  |                    |                    | Jun Akiyama        | Jun Akiyama        | 15:05              |                    |                  |                  |  |                    |                    |             |             |  |                  |                  |       |       |  |
|  | Jun Akiyama        | Jun Akiyama        | Jun Akiyama        | Jun Akiyama        | 15:05              | W                  |                  |                  |  |                    |                    |             |             |  |                  |                  |       |       |  |
|  | Jun Akiyama        | Jun Akiyama        |                    |                    |                    |                    |                  |                  |  |                    |                    |             |             |  |                  |                  |       |       |  |
|  | Takao Ōmori        | Takao Ōmori        | 22:49              |                    |                    |                    |                  |                  |  |                    |                    |             |             |  |                  |                  |       |       |  |
|  | Takao Ōmori        | Takao Ōmori        | 22:49              |                    | Jun Akiyama        | Jun Akiyama        | W                |                  |  |                    |                    |             |             |  |                  |                  |       |       |  |
|  |                    |                    |                    |                    | Jun Akiyama        | Jun Akiyama        | W                |                  |  |                    |                    |             |             |  |                  |                  |       |       |  |
|  |                    |                    | Takeshi Rikiō      | Takeshi Rikiō      | 4:02               |                    |                  |                  |  |                    |                    |             |             |  |                  |                  |       |       |  |
|  | Takeshi Morishima  | Takeshi Morishima  | Takeshi Rikiō      | Takeshi Rikiō      | 4:02               | 14:33              |                  |                  |  |                    |                    |             |             |  |                  |                  |       |       |  |
|  | Takeshi Morishima  | Takeshi Morishima  |                    |                    |                    |                    |                  |                  |  |                    |                    |             |             |  |                  |                  |       |       |  |
|  | Takeshi Rikiō      | Takeshi Rikiō      | W                  |                    |                    |                    |                  |                  |  |                    |                    |             |             |  |                  |                  |       |       |  |
|  | Takeshi Rikiō      | Takeshi Rikiō      | W                  |                    |                    |                    |                  |                  |  |                    |                    |             |             |  | Mitsuharu Misawa | Mitsuharu Misawa | W     |       |  |
|  |                    |                    |                    |                    |                    |                    |                  |                  |  |                    |                    |             |             |  | Mitsuharu Misawa | Mitsuharu Misawa | W     |       |  |
|  |                    |                    | Yoshihiro Takayama | Yoshihiro Takayama | 21:12              |                    |                  |                  |  |                    |                    |             |             |  |                  |                  |       |       |  |
|  | Jun Izumida        | Jun Izumida        | Yoshihiro Takayama | Yoshihiro Takayama | 21:12              | 8:22               |                  |                  |  |                    |                    |             |             |  |                  |                  |       |       |  |
|  | Jun Izumida        | Jun Izumida        |                    |                    |                    |                    |                  |                  |  |                    |                    |             |             |  |                  |                  |       |       |  |
|  | Yoshihiro Takayama | Yoshihiro Takayama | W                  |                    |                    |                    |                  |                  |  |                    |                    |             |             |  |                  |                  |       |       |  |
|  | Yoshihiro Takayama | Yoshihiro Takayama | W                  |                    | Yoshihiro Takayama | Yoshihiro Takayama | W                |                  |  |                    |                    |             |             |  |                  |                  |       |       |  |
|  |                    |                    |                    |                    | Yoshihiro Takayama | Yoshihiro Takayama | W                |                  |  |                    |                    |             |             |  |                  |                  |       |       |  |
|  |                    |                    | Kentaro Shiga      | Kentaro Shiga      | 7:16               |                    |                  |                  |  |                    |                    |             |             |  |                  |                  |       |       |  |
|  | Kentaro Shiga      | Kentaro Shiga      | Kentaro Shiga      | Kentaro Shiga      | 7:16               | W                  |                  |                  |  |                    |                    |             |             |  |                  |                  |       |       |  |
|  | Kentaro Shiga      | Kentaro Shiga      |                    |                    |                    |                    |                  |                  |  |                    |                    |             |             |  |                  |                  |       |       |  |
|  | Scorpio            | Scorpio            | 13:06              |                    |                    |                    |                  |                  |  |                    |                    |             |             |  |                  |                  |       |       |  |
|  | Scorpio            | Scorpio            | 13:06              |                    |                    |                    |                  |                  |  | Yoshihiro Takayama | Yoshihiro Takayama | W           |             |  |                  |                  |       |       |  |
|  |                    |                    |                    |                    |                    |                    |                  |                  |  | Yoshihiro Takayama | Yoshihiro Takayama | W           |             |  |                  |                  |       |       |  |
|  |                    |                    | Vader              | Vader              | 9:24               |                    |                  |                  |  |                    |                    |             |             |  |                  |                  |       |       |  |
|  | Akira Taue         | Akira Taue         | Vader              | Vader              | 9:24               | 10:40              |                  |                  |  |                    |                    |             |             |  |                  |                  |       |       |  |
|  | Akira Taue         | Akira Taue         |                    |                    |                    |                    |                  |                  |  |                    |                    |             |             |  |                  |                  |       |       |  |
|  | Vader              | Vader              | W                  |                    |                    |                    |                  |                  |  |                    |                    |             |             |  |                  |                  |       |       |  |
|  | Vader              | Vader              | W                  |                    | Vader              | Vader              | W                |                  |  |                    |                    |             |             |  |                  |                  |       |       |  |
|  |                    |                    |                    |                    | Vader              | Vader              | W                |                  |  |                    |                    |             |             |  |                  |                  |       |       |  |
|  |                    |                    | Daisuke Ikeda      | Daisuke Ikeda      | 7:15               |                    |                  |                  |  |                    |                    |             |             |  |                  |                  |       |       |  |
|  | Daisuke Ikeda      | Daisuke Ikeda      | Daisuke Ikeda      | Daisuke Ikeda      | 7:15               | W                  |                  |                  |  |                    |                    |             |             |  |                  |                  |       |       |  |
|  | Daisuke Ikeda      | Daisuke Ikeda      |                    |                    |                    |                    |                  |                  |  |                    |                    |             |             |  |                  |                  |       |       |  |
|  | Tamon Honda        | Tamon Honda        | 15:16              |                    |                    |                    |                  |                  |  |                    |                    |             |             |  |                  |                  |       |       |  |
|  | Tamon Honda        | Tamon Honda        | 15:16              |                    |                    |                    |                  |                  |  |                    |                    |             |             |  |                  |                  |       |       |  |
|  |                    |                    |                    |                    |                    |                    |                  |                  |  |                    |                    |             |             |  |                  |                  |       |       |  |

## Campeones
El Campeonato Peso Pesado de la GHC es un campeonato mundial que está vigente desde el 2001. El campeón inaugural es Mitsuharu Misawa, quien ganó el título en el evento Navigation for the Victory, y desde entonces ha habido 24 distintos campeones oficiales, repartidos en 45 reinados en total. Además, el campeonato ha quedado vacante en dos ocasiones, una debido a una lesión sufrida por Akiyama y otra debido a que Kazuyuki Fujita dio positivo al COVID-19. Eddie Edwards y El Hijo de Dr. Wagner Jr. son los dos luchadores no japoneses que han ostentado el título.
El reinado más largo en la historia del título le pertenece a Kenta Kobashi, quien mantuvo el campeonato por 735 días en su primer reinado. Por otro lado, Yoshihiro Takayama posee el reinado más corto en la historia del campeonato, con tan solo 16 días con el título en su haber.
En cuanto a los días en total como campeón (un acumulado entre la suma de todos los días de los reinados individuales de cada luchador), Takashi Sugiura también posee el primer lugar con 1064 días como campeón entre sus cuatro reinados. Le siguen a Go Shiozaki (882 días en sus cinco reinados), Kaito Kiyomiya (801 días en sus tres reinados), Kenta Kobashi (735 días en su único reinado), y Mitsuharu Misawa (710 días en sus tres reinados). Además, seis luchadores fueron campeones durante más de un año de manera ininterrumpida: Kenta Kobashi (735 días), Takashi Sugiura (581 días), Mitsuharu Misawa (448 días), Go Shiozaki (405 días), Kaito Kiyomiya (384 días) y Takeshi Morishima (371 días).
El campeón más joven en la historia es Kaito Kiyomiya, quien a los 22 años y 126 días derrotó a Takashi Sugiura en Great Voyage in Yokohama Vol. 2 de 2018. En contraparte, el campeón más viejo es Keiji Mutoh, quien a los 58 años y 60 días derrotó a Go Shiozaki en Destination 2021. En cuanto al peso de los campeones, Takeshi Morishima es el más pesado con 145 kilogramos, mientras que KENTA es el más liviano con 82 kilogramos.
Por último, Go Shiozaki es el luchador que más reinados posee con 5, seguido por Takashi Sugiura, Naomichi Marufuji y Kenoh (4), y por Mitsuharu Misawa, Jun Akiyama, Takeshi Morishima y Kaito Kiyomiya (3).

### Campeón actual
El campeón actual es KENTA, quien se encuentra en su segunda reinado como campeón. KENTA ganó el campeonato tras derrotar al excampeón Kenoh el 20 de julio de 2025 en New Departure 2025 — Day 2.

### Lista de campeones
| N.º | Campeona                  | Lucha                    | Lucha                                         | Lucha           | Estadísticas | Estadísticas | Estadísticas      | Notas y referencias |
| N.º | Campeona                  | Fecha                    | Evento                                        | Ubicación       | Reinado      | Días         | Defensas exitosas | Notas y referencias |
| --- | ------------------------- | ------------------------ | --------------------------------------------- | --------------- | ------------ | ------------ | ----------------- | --- |
| 1   | Mitsuharu Misawa          | 15 de abril de 2001      | Navigation for the Victory                    | Tokio, Japón    | 1            | 103          | 1                 | Derrotó a Yoshihiro Takayama en la final de un torneo. |
| 2   | Jun Akiyama               | 27 de julio de 2001      | Accomplish Our First Navigation               | Tokio, Japón    | 1            | 254          | 3                 | [ 2 ] |
| 3   | Yoshinari Ogawa           | 7 de abril de 2002       | Come and Watch in Ariake                      | Tokio, Japón    | 1            | 153          | 2                 | [ 3 ] |
| 4   | Yoshihiro Takayama        | 7 de septiembre de 2002  | Navigation Over the Date Line                 | Osaka, Japón    | 1            | 16           | 0                 | [ 4 ] |
| 5   | Mitsuharu Misawa          | 23 de septiembre de 2002 | Great Voyage                                  | Tokio, Japón    | 2            | 159          | 1                 | [ 5 ] |
| 6   | Kenta Kobashi             | 1 de marzo de 2003       | Navigate for Evolution                        | Tokio, Japón    | 1            | 735          | 13                | Este es el reinado más largo de la historia. |
| 7   | Takeshi Rikio             | 5 de marzo de 2005       | Navigate for Evolution                        | Tokio, Japón    | 1            | 245          | 3                 | [ 7 ] |
| 8   | Akira Taue                | 5 de noviembre de 2005   | Third Great Voyage                            | Tokio, Japón    | 1            | 78           | 1                 | [ 8 ] |
| 9   | Jun Akiyama               | 22 de enero de 2006      | First Navigation                              | Tokio, Japón    | 2            | 230          | 2                 | [ 9 ] |
| 10  | Naomichi Marufuji         | 9 de septiembre de 2006  | Great Voyage                                  | Tokio, Japón    | 1            | 92           | 2                 | [ 10 ] |
| 11  | Mitsuharu Misawa          | 10 de diciembre de 2006  | Great Voyage                                  | Tokio, Japón    | 3            | 448          | 7                 | [ 11 ] |
| 12  | Takeshi Morishima         | 2 de marzo de 2008       | Second Navigation                             | Tokio, Japón    | 1            | 188          | 2                 | [ 12 ] |
| 13  | Kensuke Sasaki            | 6 de septiembre de 2008  | Shiny Navigation                              | Tokio, Japón    | 1            | 176          | 2                 | [ 13 ] |
| 14  | Jun Akiyama               | 1 de marzo de 2009       | Second Navigation                             | Tokio, Japón    | 3            | 105          | 1                 | [ 14 ] |
| —   | Vacante                   | 14 de junio de 2009      | —                                             | —               | —            | —            | —                 | Debido a una lesión de espina dorsal de Akiyama. |
| 15  | Go Shiozaki               | 14 de junio de 2009      | Southern Navigation                           | Fukuoka, Japón  | 1            | 175          | 1                 | Derrotó a Takeshi Rikio por el título vacante. |
| 16  | Takashi Sugiura           | 6 de diciembre de 2009   | Winter Navigation                             | Tokio, Japón    | 1            | 581          | 14                | [ 16 ] |
| 17  | Go Shiozaki               | 10 de julio de 2011      | Great Voyage                                  | Tokio, Japón    | 2            | 196          | 3                 | [ 17 ] |
| 18  | Takeshi Morishima         | 22 de enero de 2012      | Great Voyage 2012 in Osaka                    | Osaka, Japón    | 2            | 371          | 8                 | [ 18 ] |
| 19  | KENTA                     | 27 de enero de 2013      | Great Voyage 2013 in Osaka                    | Osaka, Japón    | 1            | 343          | 9                 | [ 19 ] |
| 20  | Takeshi Morishima         | 5 de enero de 2014       | New Year Navigation 2014                      | Tokio, Japón    | 3            | 34           | 0                 | [ 20 ] |
| 21  | Yuji Nagata               | 8 de febrero de 2014     | The Second Navig.                             | Tokio, Japón    | 1            | 147          | 4                 | [ 21 ] |
| 22  | Naomichi Marufuji         | 5 de julio de 2014       | Great Voyage 2014 in Tokyo Vol. 2             | Tokio, Japón    | 2            | 253          | 6                 | [ 22 ] |
| 23  | Minoru Suzuki             | 15 de marzo de 2015      | Great Voyage 2015 in Tokyo                    | Tokio, Japón    | 1            | 285          | 4                 | El 9 de agosto de 2015, Suzuki defendió con éxito el título contra Mio Shirai (una mujer) en un evento de Pro Wrestling Wave. La defensa no fue reconocida por NOAH, quien oficialmente solo reconoce cuatro de sus cinco defensas. |
| 24  | Naomichi Marufuji         | 23 de diciembre de 2015  | Destiny                                       | Tokio, Japón    | 3            | 39           | 0                 | [ 24 ] |
| 25  | Takashi Sugiura           | 31 de enero de 2016      | Great Voyage 2016 in Yokohama                 | Yokohama, Japón | 2            | 118          | 1                 | [ 25 ] |
| 26  | Go Shiozaki               | 28 de mayo de 2016       | Great Voyage 2016 in Osaka                    | Osaka, Japón    | 3            | 63           | 1                 | [ 26 ] |
| 27  | Takashi Sugiura           | 30 de julio de 2016      | 10th NTV G+ Cup Junior Heavyweight Tag League | Tokio, Japón    | 3            | 85           | 2                 | Fue un Lumberjack Match. |
| 28  | Katsuhiko Nakajima        | 23 de octubre de 2016    | Great Voyage 2016 in Yokohama Vol. 2          | Yokohama, Japón | 1            | 307          | 7                 | [ 28 ] |
| 29  | Eddie Edwards             | 26 de agosto de 2017     | Summer Navig. 2017 Vol. 2                     | Tokio, Japón    | 1            | 118          | 2                 | [ 29 ] |
| 30  | Kenoh                     | 22 de diciembre de 2017  | Winter Navig. 2017                            | Yokohama, Japón | 1            | 79           | 2                 | [ 30 ] |
| 31  | Takashi Sugiura           | 11 de marzo de 2018      | Great Voyage 2018 in Yokohama                 | Yokohama, Japón | 4            | 280          | 6                 | [ 31 ] |
| 32  | Kaito Kiyomiya            | 16 de diciembre de 2018  | Great Voyage in Yokohama Vol. 2               | Tokio, Japón    | 1            | 384          | 6                 | [ 32 ] |
| 33  | Go Shiozaki               | 4 de enero de 2020       | New Sunrise                                   | Tokio, Japón    | 4            | 405          | 6                 | [ 33 ] |
| 34  | Keiji Mutoh               | 12 de febrero de 2021    | Destination 2021 ~ Back To Budokan ~          | Tokio, Japón    | 1            | 114          | 2                 | [ 34 ] |
| 35  | Naomichi Marufuji         | 6 de junio de 2021       | CyberFight Festival                           | Saitama, Japón  | 4            | 126          | 2                 | [ 35 ] |
| 36  | Katsuhiko Nakajima        | 10 de octubre de 2021    | Grand Square 2021 in Osaka                    | Osaka, Japón    | 2            | 136          | 4                 | [ 36 ] |
| 37  | Kazuyuki Fujita           | 23 de febrero de 2022    | Gain Control 2022 in Nagoya                   | Nagoya, Japón   | 1            | 63           | 1                 | [ 37 ] |
| —   | Vacante                   | 27 de abril de 2022      | —                                             | —               | —            | —            | —                 | Debido a que Fujita dio positivo al COVID-19. |
| 38  | Go Shiozaki               | 30 de abril de 2022      | Majestic 2022                                 | Tokio, Japón    | 5            | 43           | 0                 | Derrotó a Kaito Kiyomiya para ganar el título vacante. |
| 39  | Satoshi Kojima            | 12 de junio de 2022      | CyberFight Festival 2022                      | Saitama, Japón  | 1            | 34           | 0                 | [ 40 ] |
| 40  | Kenoh                     | 16 de julio de 2022      | Destination 2022                              | Tokio, Japón    | 2            | 71           | 0                 | [ 41 ] |
| 41  | Kaito Kiyomiya            | 25 de septiembre de 2022 | Grand Ship 2022 in Nagoya                     | Nagoya, Japón   | 2            | 175          | 4                 | [ 42 ] |
| 42  | Jake Lee                  | 19 de marzo de 2023      | Great Voyage 2023 in Yokohama                 | Yokohama, Japón | 1            | 223          | 4                 | [ 43 ] |
| 43  | Kenoh                     | 28 de octubre de 2023    | Demolition Stage 2023 in Fukuoka              | Fukuoka, Japón  | 3            | 99           | 2                 | [ 44 ] |
| 44  | El Hijo de Dr. Wagner Jr. | 4 de febrero de 2024     | Cross Over in Sendai 2024                     | Sendai, Japón   | 1            | 90           | 1                 | [ 45 ] |
| 45  | Kaito Kiyomiya            | 4 de mayo de 2024        | Wrestle Magic                                 | Tokio, Japón    | 3            | 242          | 7                 | [ 46 ] |
| 46  | Taishi Ozawa              | 1 de enero de 2025       | NOAH The New Year 2025                        | Tokio, Japón    | 1            | 199          | 6                 | [ 47 ] |
| 47  | Kenoh                     | 19 de julio de 2025      | NOAH The New Departure 2025 — Day 1           | Tokio, Japón    | 4            | 1            | 0                 | |
| 48  | KENTA                     | 20 de julio de 2025      | NOAH The New Departure 2025 — Day 2           | Tokio, Japón    | 2            | 27+          | 1                 | |

### Total de días con el título
La siguiente lista muestra el total de días que un luchador ha poseído el campeonato, si se suman todos los reinados que posee.
A la fecha del 16 de agosto de 2025.
| + | Indica al campeón actual |

| N.º | Campeón                   | Reinados | Núm. defensas | Total de días |
| --- | ------------------------- | -------- | ------------- | ------------- |
| 1   | Takashi Sugiura           | 4        | 23            | 1064          |
| 2   | Go Shiozaki               | 5        | 11            | 882           |
| 3   | Kaito Kiyomiya            | 3        | 17            | 801           |
| 4   | Kenta Kobashi             | 1        | 13            | 735           |
| 5   | Mitsuharu Misawa          | 3        | 9             | 710           |
| 6   | Takeshi Morishima         | 3        | 10            | 593           |
| 7   | Jun Akiyama               | 3        | 6             | 589           |
| 8   | Naomichi Marufuji         | 4        | 10            | 510           |
| 9   | Katsuhiko Nakajima        | 2        | 11            | 443           |
| 10  | KENTA                     | 2        | 10            | 370+          |
| 11  | Minoru Suzuki             | 1        | 4             | 283           |
| 12  | Kenoh                     | 3        | 4             | 250           |
| 13  | Takeshi Rikio             | 1        | 3             | 245           |
| 14  | Jake Lee                  | 1        | 4             | 223           |
| 15  | Taishi Ozawa              | 1        | 6             | 199           |
| 16  | Kensuke Sasaki            | 1        | 2             | 176           |
| 17  | Yoshinari Ogawa           | 1        | 2             | 153           |
| 18  | Yuji Nagata               | 1        | 4             | 147           |
| 19  | Eddie Edwards             | 1        | 2             | 118           |
| 20  | Keiji Mutoh               | 1        | 2             | 114           |
| 21  | El Hijo de Dr. Wagner Jr. | 1        | 1             | 90            |
| 22  | Akira Taue                | 1        | 1             | 78            |
| 23  | Kazuyuki Fujita           | 1        | 1             | 63            |
| 24  | Satoshi Kojima            | 1        | 0             | 34            |
| 25  | Yoshihiro Takayama        | 1        | 0             | 16            |

### Mayor cantidad de reinados
| Reinados | Luchador (es)                                                    |
| -------- | ---------------------------------------------------------------- |
| 5 veces  | Go Shiozaki                                                      |
| 4 veces  | Takashi Sugiura, Naomichi Marufuji, Kenoh                        |
| 3 veces  | Mitsuharu Misawa, Jun Akiyama, Takeshi Morishima, Kaito Kiyomiya |
| 2 veces  | Katsuhiko Nakajima, KENTA                                        |